# Konkouré
Konkouré är ett vattendrag i Guinea. Det ligger i den västra delen av landet, 30 km norr om huvudstaden Conakry.